# Домашен арест (сериал)
 Тази статия е за сериала.  За мярката за неотклонение вижте Домашен арест.  
„Домашен арест“ е български ситком, излъчващ се по bTV и продуциран от bTV Studios. Първият сезон се излъчва от 24 ноември 2011 г. като част от „Сезонът на българските сериали“. Режисьори на продукцията са Петър Вълчанов и Николай Пенчев, Станислав Тодоров – Роги, Григор Кумитски, а сценарист Нели Димитрова. Главен оператор е Григор Кумитски.
„Домашен арест“ е авторска продукция, разработена по модела на американските ситкоми „Всички обичат Реймънд“, „Двама мъже и половина“, „Приятели“ и др. Един от водещите британски специалисти в този жанр – режисьорът Бен Келет – консултира екипа в първия етап от развитието на проекта.
Сериалът е заснет с HD камери във формат 16:9, но през първия си сезон се излъчва в 4:3, във втория сезон преминава в HD 16:9 формат, заедно с прехода на телевизията към HD.

## Eпизоди
Основна статия: Списък с епизоди на „Домашен арест“

### Оригинално излъчване
| Сезон         | Сезон | Време на излъчване | ТВ Сезон         | Епизоди | Премиера          | Финал           | Времетраене |
| ------------- | ----- | ------------------ | ---------------- | ------- | ----------------- | --------------- | ----------- |
|               | 1     | Четвъртък, 21:00   | 2011 (есен-зима) | 30      | 24 ноември 2011   | 12 април 2012   | 25 минути   |
| 2012 (пролет) | 1     | Четвъртък, 21:00   |                  | 30      | 24 ноември 2011   | 12 април 2012   | 25 минути   |
|               | 2     | Петък, 20:00       | 2012 (есен)      | 22      | 21 септември 2012 | 7 декември 2012 | 25 минути   |
|               | 3     | Петък, 20:00       | 2013 (зима)      | 20      | 4 януари 2013     | 8 март 2013     | 25 минути   |
|               | 4     | Петък, 20:30       | 2013 (есен)      | 14      | 20 септември 2013 | 6 декември 2013 | 25 минути   |
| Петък, 20:00  | 4     |                    | 2013 (есен)      | 14      | 20 септември 2013 | 6 декември 2013 | 25 минути   |

Сериалът се излъчва в ефира на bTV от есента на 2011 година. Вторият сезон е от 14 епизода и се излъчва през пролетта на 2012 година. Третият сезон не се излъчва през обичайния пролетен ТВ сезон, а по-рано. Той стартира още през първата седмица на януари 2013 г. и продължава до 8 март. След малко по-голяма пауза от обичайната четвърти сезон стартира през есента на 2013 г., но първоначално сериалът се излъчва по един епизод седмично. Впоследствие началният час е изместен по-рано, а последните четири епизода от сезона се излъчват в две поредни петъчни вечери от 20:00 до 21:00 часа. Повторенията са по bTV Comedy.

## Актьорски състав и герои
- Татяна Лолова – мама Еми; майка на Анастасия и Емко, тъща на Коцето. Не харесва никак зет си.
- Филип Аврамов – Костадин (Коцето); зет на мама Еми, баща на Лъчо и Зара. Безделникът в семейството.
- Мая Бежанска – Анастасия; дъщеря на мама Еми, сестра на Емко, майка на Лъчо и Зара, съпруга на Коцето
- Иван Панев – Емко; син на мама Еми, брат на Анастасия, вуйчо на Лъчо и Зара. Той е много умен, но няма много приятели.
- Стефани Дойчинова – Зара; внучка на мама Еми, дъщеря на Коцето и Анастасия, сестра близнак на Лъчо
- Велизар Величков – Визо – Лъчо; внук на мама Еми, син на Коцето и Анастасия, брат близнак на Зара
- Борислав Захариев – Милко; най-добър приятел на Коцето, съсед на Коцето
- Магдалена Павлова – Русата Бисерка; приятелка на Емко
- Ася Йочева – Черната Бисерка; приятелка на Емко
- Веселин Калановски – Капитана; приятел на мама Еми
- Николай Станоев – Райчо; приятел на Коцето
- Китодар Тодоров – Бат Кольо; приятел на Коцето
- Явор Янакиев (100 кила) – себе си; гаджето на Зара
- Валентин Гошев – Еленко; бащата на Коцето
- Орлин Павлов – Ищван Чурка Егерсеге; унгарец, някога бил годеник на Анастасия